# Wilhelm Gräbhein (Lithograf)
Wilhelm Gräbhein (* 19. Dezember 1820; † 6. März 1895) war ein deutscher Lithograf.
Wilhelm Gräbhein war Leiter der Lithografie in der Firma „Carl Hellfarth’s Lithographische Anstalt“ in Gotha, wo er ab dem 1. Januar 1872 Prokurist war, und dann in der Firma „Justus Perthes’ Geographische Anstalt“, ebenfalls in Gotha. Sein Sohn Paul Gräbhein war als Kupferstecher bei Perthes tätig.
Sein Neffe Wilhelm Gräbhein malte ein Ölgemälde von ihm.